# アルカンタリーリャ空軍基地
アルカンタリーリャ空軍基地（スペイン語: Base Aérea de Alcantarilla）は、スペイン・ムルシア州サンゴネーラ・ラ・セカに所在するスペイン空軍の飛行場。
旧称はアルカンタリーリャ軍用飛行場（Aeródromo Militar de Alcantarilla）であった。

## 配置部隊
- メンデス・パラーダ軍事落下傘学校（EMP）
- 空軍工兵落下傘中隊（EZAPAC、空軍の精鋭部隊で特殊な空爆作戦遂行に必要な戦闘支援を実施する）
- 空軍落下傘アクロバット隊（PAPEA）
- 第721飛行隊（空輸部隊で近距離輸送と落下傘学校の支援に従事）